# Piper acutilimbum
Piper acutilimbum är en pepparväxtart som beskrevs av C. Dc.. Piper acutilimbum ingår i släktet Piper och familjen pepparväxter. Inga underarter finns listade i Catalogue of Life.